# 野村益三
野村 益三（のむら ますぞう、1875年（明治8年）3月5日 - 1959年（昭和34年）12月25日）は、明治から昭和期の教員、政治家、華族。貴族院子爵議員。

## 経歴
外務省出仕・野村靖の長男として生まれる。父の死去に伴い、1909年（明治42年）2月19日に子爵を襲爵した。
東京帝国大学農学部を修了し、1910年（明治43年）ドイツ帝国に留学した。
1905年（明治38年）和歌山県立粉河中学校教諭に就任。以後、愛知県立第五中学校教諭、愛知県立第五中学校教諭、神奈川県立第四中学校教諭などを歴任。その他、教科書調査会副会長、帝国水産会長、南洋水産協会長、産業組合中央金庫評議員、大日本育英会評議員、帝国教育会評議員会議長、大日本農会理事、東京農業大学理事、国語審議会委員、教育評議会委員、文政審議会委員、物価審議会委員、農林計画委員会委員などを務めた。
1911年（明治44年）7月10日、貴族院子爵議員に選出され、研究会に所属して活動し、1946年（昭和21年）4月13日に辞職するまで五期在任した。

## 栄典
- 1937年（昭和12年）5月1日 - 正三位[10]

## 著作
- 『学習院施設所見』野村益三、1925年。
- 『帝都を顧みて』日本学術普及会、1927年。
- 『東京見物』日本学術普及会、1928年。
- 『雞林十三道』文祥堂印刷所、1931年。
- 『水光』帝国水産会、1934年。
- 『山影 : 南洋・台湾・朝鮮』成美堂書店、1934年。
- 『伊勢参宮三都めぐり』帝都教育会、1934年。
- 『行雲』南洋水産協会、1937年。
- 『満洲より北支』帝国水産会、1941年。

## 親族
- 妻：寿美（すみ、奈良原繁の妻の弟で海軍少将の毛利一兵衛長女）[1]
- 長男：親雄[1]
- 三男：親正（海軍少佐）[1]